# 告别的时刻
告别的时刻（意大利语：Con te partirò [kon ˈte partiˈrɔ]；英语：Time to Say Goodbye）一首意大利歌剧流行音乐，由弗朗西斯科·萨托利（Francesco Sartori）作曲、卢西奥·库兰特图（Lucio Quarantotto）作词。该首单曲最初是由安德烈·波伽利在1995年的意大利圣雷莫音乐会演唱的，并于同年收录在他的《Bocelli》专辑中，并认为是安德烈·波伽利的代表歌曲。该歌曲的英语版本，是在第二次创作后，与女高音歌唱家莎拉·布莱曼合唱的版本得到了成功性的广泛传播。

## 历史
该曲最初在意大利由宝丽多唱片公司发行的时候并没有得到商业性的成功。然而却在其它地区却得到很好的评价。在法国和瑞士，该单曲在排行榜首位持续6周，并获得3倍黄金唱片销量业绩。在比利时，该曲目在排行榜首位维持12周。 
德国的东西唱片公司（East West Records）在与宝丽多唱片公司接洽后，歌曲的制作人弗兰克·彼得森，决定将歌曲名称译为英语“Time to Say Goodbye”而非德语“Mit Dir Werde Ich Fortgehen”。 ，并更改其中的些许歌词，且把这首歌曲作为具有传奇色彩拳击手亨利·马斯克（时为国际拳击联合会轻重量级冠军）谢幕比赛的主题曲。之前马斯克常为自己的比赛选择歌曲，如范吉利斯的《征服天堂》，这次他选择的莎拉·布莱曼，曾经于1995年为他的拳击比赛演唱过《事关荣辱》（A question of honour）。歌曲是在汉堡市彼得森尼莫音乐室录制完成。比赛于1996年进行，马斯克的对手是弗吉尔·希尔，当场比赛吸引了超过210万的观众收看。安德烈·波伽利和莎拉·布莱曼在比赛开始演唱了曲目。然而比赛时马斯克却意外惜败，就在马斯科的离场时也播放了曲目。这样这首歌曲增加一丝悲壮的气氛，使在场的听众无不为之动容。
到当年的12月，《告别的时刻》在东西唱片公司发行，并在德国单曲排行榜排名第一，销售量预计是每天4万到6万，在年末达到百万销量。两位歌手的各自专辑同时也因此单曲销量猛增。到次年2月，该单曲以165万张的销量打破了德国有史以来单曲销量记录，在世界的总销量为3百万。该单曲也是比利时最佳销量单曲。在英国《告别的时刻》于1997年5月发行时，在单曲排行榜排名第二，并有了英国唱片业的黄金认证。
这首歌曲收录在莎拉·布莱曼的1997年的同名专辑。此后，在她的下一张专辑她也录制过这首歌莎拉·布莱曼独唱的版本。
在《告别的时刻》之后，曾有谣传会有单曲《Time to Say Hello》制作出来。

## 翻唱版本
自从歌曲发行以来，《告别的时刻》被不同歌手翻唱了很多其它的版本。其中包括有名的西班牙语版本"Por ti volaré"，由唐娜·桑瑪（Donna Summer）演唱，将曲风改为舞蹈音乐曲风。在2001年，Journey乐团的吉他手尼尔·司空（Neal Schon）发放专辑中，用器乐的形式表现了该曲目。2018年，周深在湖南卫视《声入人心 (第一季)》节目中演唱了《Time To Say Goodbye》。

## 演唱和使用

### 体育赛事
- 2008年香港七人橄榄球赛决赛中
- 2000年世界大赛决赛
- 2007年世界夏季特殊奥林匹克运动会闭幕式
- 2007年澳洲板球比赛
- 2008年德國國家隊門將卡恩告別賽

### 颁奖典礼
- 第96届奥斯卡金像奖 - 缅怀逝世影人环节
- 第42届香港电影金像奖 - 缅怀逝世影人环节（周深演唱）

### 電影
- 榮譽之刃
- 冷血悍將
- 刺客聯盟
- 兩兄弟
- 阿馬爾菲 女神的報酬

### 劇集
- 魷魚遊戲2